# Joseph Zawodny-Parthey
Josef Zawodny, auch Josef Friedrich Zawodny, ab etwa 1928 Joseph Zawodny-Parthey (* 5. März 1870 in Lienz; † nach dem 18. Januar 1940) war ein österreichischer Agrarwissenschaftler. 

## Leben
Joseph Zawodny studierte, promovierte zum Dr. phil. und wirkte Ende des 19. Jahrhunderts als Agrarwissenschaftler in Znaim und an der Landwirtschaftlichen Lehranstalt Rotholz bei Jenbach. Später wurde er Direktor der landbauwissenschaftlichen Lehranstalten und Versuchsstationen in Freudenthal in Schlesien und ab 1915 in Moldautein in Böhmen.
Er war seit 1899 Mitglied der Regensburgischen Botanischen Gesellschaft und wurde unter dem Namen Josef Zawodny am 1. Juli 1911 unter der Präsidentschaft des Mathematikers Albert Wangerin unter der Matrikel-Nr. 3329 als Mitglied der Fachsektion Botanik in die Kaiserliche Leopoldinisch-Carolinische Deutsche Akademie der Naturforscher aufgenommen.

## Schriften (Auswahl)
als Josef Friedrich Zawodny
- Weinbau und Kellerwirtschaft in Frankreich, Wagner, Innsbruck 1894
- Die Entwickelung der Znaimer Gurke. In: Botanisches Centralblatt, 77, 1899, S. 150–155 und 185–189

als Josef Zawodny
- Weinbau und Kellerwirtschaft in Frankreich, 2. Auflage, Moritz Perles, Wien 1898
- Der Hausgarten, Verlag der Güterbeamten-Zeitung, Wien 1899 (Digitalisat)
- Grab und Scheiterhaufen. Selbstverlag, Druck bei Austria Franz Doll, Wien 1907
- Bilder aus dem Allerhöchsten Herrscherhause, 1914